# 중국-베트남 전쟁
중국-베트남 전쟁 또는 중월 전쟁(中越戰爭, 중국어 간체자: 对越自卫反击战)은 1979년 2월 17일 국경분쟁을 시작으로 일어난 중화인민공화국과 베트남 사이에 일어난 전쟁이다. 동원된 두 나라의 병력 규모에 비해 1개월이라는 짧은 기간에 종료되었다. 베트남은 1969년 중소 국경 분쟁에서 소련을 지지한 바 있었다. 1978년 중국이 후원하던 크메르루즈가 이끌던 캄보디아를 베트남이 점령하자, 중국은 북쪽 국경을 통해 베트남을 침공하게 된다.
중국군은 베트남 북부에 진입하여 국경 근처의 여러 도시를 점령했다. 1979년 3월 6일, 중국은 하노이의 관문이 열렸고, 그들의 징벌적 임무가 달성되었다고 선언했다. 그후 중국 인민해방군이 베트남에서 철군했다. 중국과 베트남 양자 모두 최후의 인도차이나 전쟁에서 승리를 거두었다고 선언했다.
중국은 베트남을 캄보디아로부터 발을 빼게 하지는 못했다. 그러나, 냉전시대 사회주의 경쟁자였던 소련이 보호하던 동맹국 베트남의 보호망을 거두게 했다.

## 명칭
중국-베트남 전쟁(베트남어: Chiến tranh biên giới Việt-Trung)은 제1차 인도차이나 전쟁, 그리고 흔히 베트남 전쟁으로 불리는 제2차 인도차이나 전쟁과 구분하기 위해 제3차 인도차이나 전쟁으로도 알려져 있다. 베트남에서는 대중국 팽창주의 전쟁(베트남어: Chiến tranh chống bành trướng Trung Hoa)이라고 부르고, 중국에서는 대월자위반격전(对越自卫反击战)이라고 부른다.

## 배경
1975년 북베트남의 베트남 전쟁 승리로 베트남은 공산화가 되면서 통일되었고, 그 여파로 인접국인 캄보디아와 라오스도 공산화되었다. 베트남 공산당은 전쟁 중에 중국으로부터 많은 지원을 받았으나, 역사적으로 베트남인들의 대중국 감정이 좋지 않은 데다가 공산 정권이 남베트남의 상권을 장악하고 있던 화교를 탄압하여 양국관계는 험악하게 되었다.
이와 동시에 친중국계 캄보디아와 베트남의 관계도 악화되었으며, 급기야 베트남-캄보디아 전쟁이 발발하였다. 베트남의 이웃 나라 캄보디아는 1975년 4월 론놀의 친미 군사 정권이 전복되었고, 1976년 1월 폴 포트가 이끄는 크메르 루주가 정권을 잡고 민주 캄푸치아의 성립을 선언했다. 그러나 폴 포트 정권은 킬링필드라고 불리는 대량 학살을 수반하는 공포 정치를 실시하여 통일된 베트남과의 대립에 부채질을 했다. 1978년 1월에 국경 분쟁으로 두 나라는 국교를 단절하기에 이르렀다.
캄보디아 내의 베트남계 주민에 대한 폴 포트 정권의 박해와 공포 정치가 극에 달했고, 캄보디아와의 미확정 국경 문제로 인해 크메르 루주의 국경 침범과 도발이 반복되었다. 이에 통일 베트남 정부는 캄보디아에서 망명해 온 크메르 루주군 사령관 헹 삼린 등을 지원하는 형태로 캄보디아를 침공하였다. 1979년 1월에 프놈펜을 점령하여 캄보디아에 헹 삼린을 수반으로 하는 친 베트남 정권을 세웠다. 이에 중국 정부가 후원했던 폴 포트는 밀림 지대로 도망쳤다.
베트남 공산당은 1969년 중소 국경 분쟁에서 소련측을 지지했다. 그런 상황에서 베트남군의 침공으로 캄보디아에서 중국이 지원하던 폴 포트 정권이 붕괴되고 친베트남 정권이 들어섰다. 이에, 중국 지도부(덩샤오핑과 화궈펑)는 캄보디아 전선에 머물던 베트남군의 주력을 철수시키기 위해서 베트남의 북부를 침공하기로 결정하였다.

## 전쟁 과정

### 침공
1979년 1월 1일 이후 중국은 56만 명의 군인을 베트남 국경에 집결시키고 협박하기 시작했다. 2월 15일, 중국 공산당 최고 기관의 중앙위원회 부주석인 덩샤오핑은 “동맹국 캄보디아 침공과 베트남 내의 중국계 화교 추방(베트남 측은 이를 부인)”을 이유로 ‘베트남에 대한 징벌적 군사행동’을 공식 발표하고 선전포고를 한다. 이어 2월 17일, 중월 국경 지대 전역에서 중화기 1500문을 동원하여 포격을 가했다. 이후, 라오까이, 까오방, 랑선 각 도시 점령을 목표로 10개 군 30만 명으로 구성된 군대를 동원하여 서부, 북부, 동북부 세 방면을 통해 베트남 국경을 침공했다.

### 베트남의 전력
이 시기 베트남군 주력군은 캄보디아에 파병되어 있었다. 특히 서부에는 제 316 보병사단, 제 345 보병사단을 중심으로 한 정규군 2개 사단 약 2만 명 정도와 민병대밖에 존재하지 않았다. 이 민병대는 서부에만 국한되어 있지 않았고 베트남 전쟁에서 베트남을 통일한 주력군으로 퇴역한 베테랑들을 다시 징집한 부대였다. 때문에 현지 지형에 대한 잇점뿐만 아니라 실전 경험이 풍부했고, 또한 베트남 전쟁 시 대량의 소련제와 중국산 장사정포를 포함한 각종 무기, 탄약도 확보했다. 그뿐만 아니라 옛 남베트남 정부군과 라오스 내전 당시 우익계 묘족들로부터 접수한 미국제 무기(M16A1 소총, M101 105mm 곡사포, M114 155mm 곡사포, M113 장갑차, M41 경전차, M48 패튼, UH-1 이로쿼이 범용 헬기, F-5 프리덤 파이터 경전투기, A-37 드래곤플라이 경공격기, A-1 스카이 레이더 공격기 등을 대부분 사용할 수 있었으며, 정규군에 필적하는 정예가 갖추어져 있었다. 제2차 인도차이나 전쟁(베트남 전쟁) 미군 철군 당시, 미국 정보 당국과 북베트남과의 비밀 회담에서 미국이 중국을 견제하기 위하여 의도적으로 미군 무기를 남겨 두기로 한다.

### 중국의 전력
1960년대와 1970년대를 중국을 뒤흔든 문화대혁명으로 인해, 중국군은 장비나 통신면에서 근대화가 지체되어 있는 상태였다. 이 때문에 중국군은 전쟁 중 많은 사상자를 내는 희생을 치뤄야 했다.
중국 인민해방군은 자국산 62식 경전차와 T-54 전차를 라이센스 생산한 59식 전차를 주력으로 내세워 베트남 각지를 침공했다. 그러나 소련이 제공한 RPG-7 대전차 로켓포와 9M14 대전차 미사일 등 베트남군의 대전차 병기에 의해 다수가 격파되었다. 또한, 베트남 국경은 지뢰밭이 되어 있었기 때문에, 인해전술을 이용해 보병을 진격시키는 것도 어려웠다. 따라서 중국군은 경전차에서 69식 전차 등의 주력전차까지 투입하여 지역을 따라 산을 넘어 베트남 측면으로 진격했고, 게릴라전을 방어하기 위해 철저하게 산과 정글을 70식 130mm 30 연장 자주로켓포와 화염방사기로 공격했다.
문화대혁명의 영향과 병참 등의 준비 부족과 더불어 초기 전투에서 중국군에게 큰 타격을 입힌 또 하나의 요인은 베트남군이 장사정포를 보유하고 있었다는 사실이었다. 베트남군 제3보병사단이 M-30이나 D-30 같은소련제 122mm 장거리 곡사포를 사용한 것이 확인되었다. 이외에도 베트남군의 포병 진지는 견고하였고, 그것을 무너뜨리지 않는 한 베트남 군의 방어선을 돌파할 수 없었기 때문에 중국군은 대포병 레이다를 사용했다.
이에 맞서 베트남군은 압도적으로 많은 병력을 가진 중국군의 배후기동을 막기 위해 여러 개의 진지를 구축하고, 적에게 피해를 주면서 후퇴하는 종심(縦深) 진지전을 많이 펼쳤다. 중국군은 그 후, 주력이 부족한 베트남군의 후퇴에 맞추어 진군하였고, 2월 25일에 까오방, 2월 26일에는 라오까이를, 3월 5일에는 베트남 동북부의 요충지 랑선을 점령하는데 성공하면서 베트남 북부의 다섯 지방을 제압하였지만, 그 과정에서 야전군이 큰 피해를 입는 대가를 지불해야 했다.
한편, 베트남군은 포위당하지 않고 랑선에서 후퇴하여 남쪽으로 약 100km 떨어진 하노이 외곽에 거대한 진지를 구축해 두고 있었다. 하노이 시민들도 진지 구축을 도우면서 군과 함께 소총과 대전차 화기를 들고 진지에 들어가 결전의 의지를 보였다.

### 철군
중국군이 랑선을 점령한 그날 밤, 캄보디아 방면으로 전개 중이던 베트남군 주력이 마침내 합류를 시작하여, 하노이 교외의 거대 진지에는 5개 사단이 들어갔다. 중국 중앙 군사위원회는 베트남 주력군과 충돌하면 야전군의 피해가 다시 늘어나고, 점령지의 유지가 위태롭게 되기 때문에 즉각 철수를 결정했다. 다음 날 3월 6일에 “베트남에 군사적 징벌 완료”라는 선언과 함께 중국군의 철수를 명령했다. 중국군이 철군을 시작하자 베트남군 주력이 추격을 시작했다. 중국군은 점령한 성을 철수하면서 사회기반시설과 인프라를 파괴하는 비인도적인 초토화 작전을 거듭하여 베트남군의 추격을 차단하였다. 3월 16일까지 베트남 영토에서 완전히 철수했다. 이후 중국 정부는 국내외에 전쟁 승리를 선전했고, 베트남도 중국 인민해방군의 침략을 내쫓았다고 승리 선언을 했다. 미국 해군 전략 센터 연구원 헨리 J. 케니는 대부분의 서방 작가들이 전장에서 베트남이 중국을 압도했다는데 동의하고 있다고 밝혔다.

### 전쟁 피해
중국 인민해방군 쿤밍군구의 보고서인 《대월 자위 반격전 총결》(對越自衛反撃戰總結)에 따르면 2월 17일부터 2월 27일까지 베트남군 1만 5000명을 섬멸, 2월 28일부터 3월 16일까지 3만 7000명을 섬멸했다고 주장했으며, 중국군의 전사자는 6,954명, 전상자는 1만 4800명 정도라고 보고하고 있다.
한편 베트남 국방부의 군사 역사 법원이 편찬한 《베트남 인민군 50년 (1944-1994)》에서는 60만 명의 중국군 중 2만 명이 전사하고, 40,000명이 부상을 당해 총 10%의 사상자가 발생했다고 기록하고 있다.
중국은 1,638명의 베트남군 포로를 잡고 있었으며, 베트남은 238명의 중국군 포로를 잡고 있었다. 포로 교환은 1979년 5월에서 6월에 걸쳐 이뤄졌다.
239명의 중국군은 베트남에서 철군을 하는 동안 본대에서 이탈하여 베트남군에 항복했다. 그들은 항복 후 수용소로 이송되었으며, 중국 측의 기록에 따르면 눈가리개를 하고, 철사로 묶는 등 비인도적인 대우를 받았다고 전해진다.

## 결과

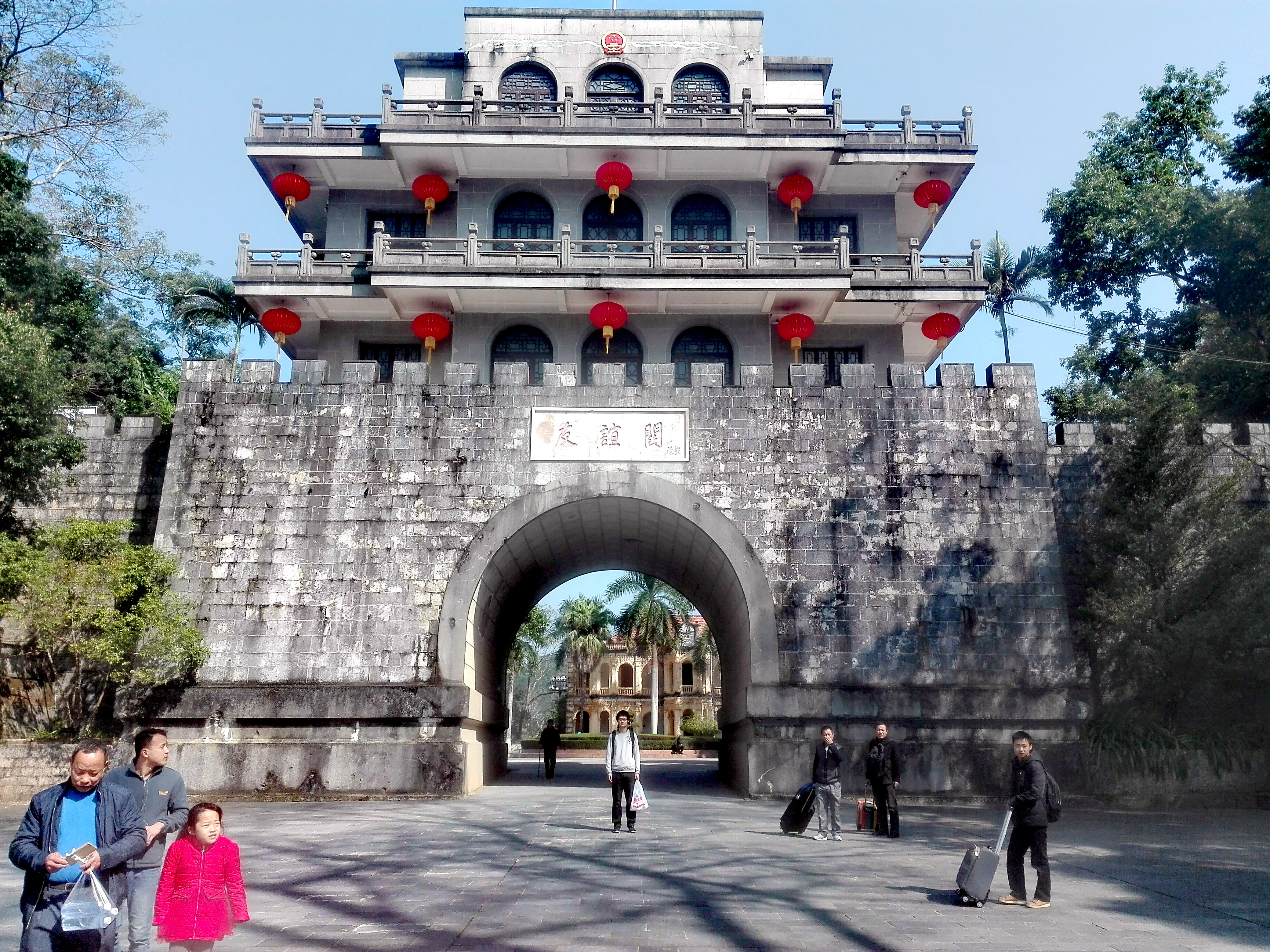
베트남-중국의 전통적 국경선이었던 우의관(베트남에서는 남관이라고 부름)

중월전쟁 이후 베트남은 헹 삼린 정권을 보호하기 위해 그 후에도 캄보디아에 계속 주둔을 하였다. 1980년 6월에는 이웃 나라 라오스와 태국의 국경분쟁에 개입하면서, 타이를 침공하는 등 영향력 강화를 위한 군사 개입을 계속했다. 이러한 정책 기조는 경제 개발을 위한 개혁개방 노선인 도이모이 체제가 시작되면서 끝이 났다. 1989년 9월에 베트남군은 캄보디아에서 철군하였다.
중국군은 “목표를 달성했다”고 주장하며 철군하였으나, 캄보디아에 주둔한 베트남군을 철군시키려던 당초의 전쟁 목적을 전혀 달성하지 못했다. 더불어 1980년대 내내 베트남에서는 해상로를 통한 화교들의 탈출이 계속되어 보트피플이 동남아 해상을 떠돌았다.
중국과 베트남은 1980년대 내내 국경선 확정을 두고 산발적인 전투를 계속 벌였다. 1984년 4월의 대규모 폭격과, 1988년 스프래틀리 군도 해전으로 알려진 스프래틀리 제도의 해전을 포함하여 1980년대 내내 치열한 국경 분쟁이 지속되었다.
무력 충돌은 베트남이 캄보디아에서 철수하기로 한 1989년에 끝났다. 양국은 1990년 9월 청두에서 비밀 정상회담을 가졌고, 관계 정상화를 동의하고, 1991년 11월 공식적으로 정상화했다.
1999년, 수년간의 협상 끝에 중국과 베트남은 국경 조약을 체결했다. 육로 국경을 조정하여 베트남이 전투를 통해 획득한 중국 땅의 일부를 중국에 양보했다. 여기에는 베트남의 전통적 국경선이자, 진입 관문인 우의관이 포함되어 있었는데 이 소식은 베트남 내에서 광범위한 분노와 좌절을 초래했다. 베트남의 공식 뉴스 서비스는 2001년 8월경에 새 국경의 이행을 보도했다. 2009년 1월 국경 분계선이 공식적으로 완료되었으며 베트남 외무부 부장관과 중국 측 우다웨이 중국 국방장관이 서명했다. 그럼에도 불구하고 파라셀 제도(베트남은 호앙사 군도, 중국은 시사 군도)와 스프래틀리 제도(베트남은 쯔엉사, 중국의 난샤)는 여전히 분쟁지대로 손꼽힌다.
2007년 12월, 하노이 - 쿤밍 고속도로 건설 계획 발표는 중월 관계에서 획기적인 사건이었다. 이 고속도로는 전장이었던 국경을 가로지르는 도로로 국경 지역의 비무장화와 국가 간 무역과 산업협력 촉진에 기여할 것으로 기대되고 있다.

## 무장수준
당시 장비의 측면에서 베트남군은 개전 직후부터 소련의 전폭적인 지원을 받아 육상 전력, 항공 전력 모두 높은 수준을 유지하고 있었다. 중국에서는 중소 대립 이전의 소련제 무기를 바탕으로 장비 개발을 진행해왔다. 예를 들어, 당시 중국군의 최신형 전투기는 섬격7형이었지만, 베트남군은 미그-21의 완성형인 미그-21bis가 운용되고 있었다. 중국군의 주력기는 섬격7형에 레이다를 얹은 섬격6형, 레이다를 탑재하지 않고 무장 탑재량도 빈약한 섬격5형이었고, 폭격기는 굉작5형과 대형 굉작6형이었다. 지상에서는 중국군은 T-54의 데드카피인 59식 전차와 그것을 축소한 62식 경전차가 다수였다. 베트남 육군도 관계 악화 이전에 공여받은 59식 전차와 원래부터 있었던 T-54와 T-55가 주력이었으며, 오래된 T-34-85조차도 사용되어 있었다.

## 같이 보기
- 인도차이나 전쟁
- 제1차 인도차이나 전쟁 (1946년 ~ 1954년)
- 제2차 인도차이나 전쟁 (1955년 - 1975년)
- 중소 국경 분쟁 (1969년)
- 베트남-캄보디아 전쟁 (1977년)